# Cerapachys simmonsae
Cerapachys simmonsae é uma espécie de formiga do gênero Cerapachys.